# 이와누마 슌스케
이와누마 슌스케(일본어: 岩沼 俊介, 1988년 6월 2일 ~ )는 일본의 축구 선수이다.

## 구단 경력
그는 2007년부터 2020년까지 J리그의 콘사돌레 삿포로, 마쓰모토 야마가 FC, 교토 상가 FC, AC 나가노 파르세이루에서 활동하였다.